# 169. poljska artilerijska brigada (ZDA)
169. poljska artilerijska brigada (izvirno angleško 169th Field Artillery Brigade) je bila poljska artilerijska brigada Kopenske vojske Združenih držav Amerike.

## Odlikovanja
- Croix de Guerre s palmo